# 용살자

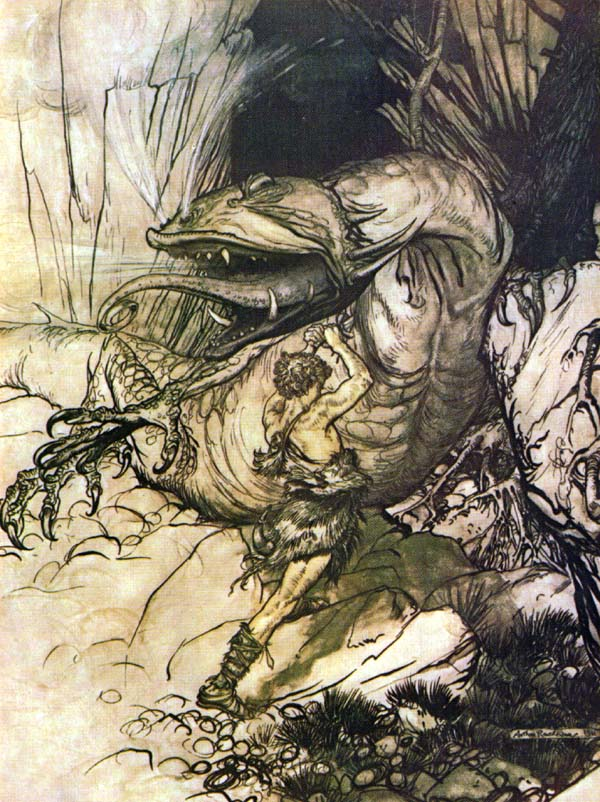
파프니르를 죽이는 시구르드.

용살자(龍殺者, dragonslayer 드래곤슬레이어[*])는 이런저런 이유로 용=드래곤을 죽인 사람을 말한다. 대개 신화나 전설에서 영웅으로 취급된다.

## 용살자 목록
고대
- 마르두크: 티아마트를 죽임
- 테슙
- 인드라: 브리트라를 죽임
- 대천사 미카엘: 사탄의 화신인 붉은 용을 쓰러뜨림
- 아폴론: 퓌톤을 죽임
- 성 게오르기우스: 리비아의 용을 죽임
- 스사노오: 오로치를 죽임

중세
- 베오울프: 화룡을 죽임
- 시구르드: 파프니르를 죽임
- 트리스탄
- 안티오키아의 마르가리타: 토라스크를 죽임
- 하인리히 폰 빈켈리트
- 도브리냐 니키티치